# Poecilotiphia rousselii
Poecilotiphia rousselii is een vliesvleugelig insect uit de familie Thynnidae. De wetenschappelijke naam van de soort is voor het eerst geldig gepubliceerd in 1838 door Félix Édouard Guérin-Méneville.